# Niccolò Gualtieri
Niccolò Gualtieri (Firenze, 9 luglio 1688 – Firenze, 15 febbraio 1744) è stato un medico, zoologo e botanico italiano.

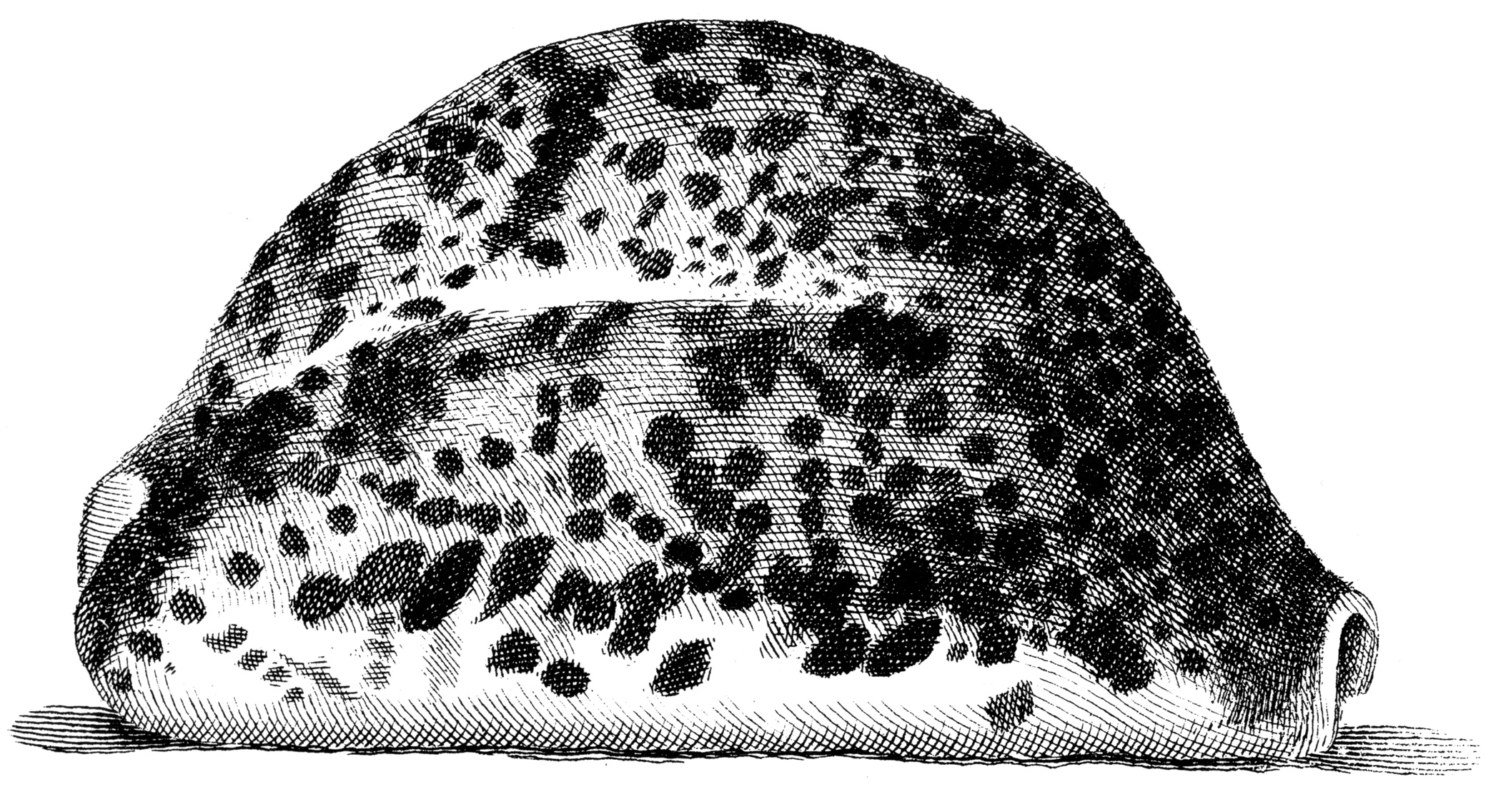
Illustrazione di Cypraea tigris tratta dall'Index Testarum Conchyliorum

Medico del Granduca di Toscana Cosimo III, nel 1742 pubblicò l'Index Testarum Conchyliorum, quae adservantur in Museo Nicolai Gualtieri, opera illustrata con oltre 100 tavole calcografiche di pregevole fattura curate da Giuseppe Menabuoni e Antonio Pazzi, tra le quali compare una delle prime illustrazioni di un argonauta.
Fu inoltre docente presso l'Università di Pisa e tra i soci fondatori della Società Botanica Fiorentina, la prima associazione del genere in Europa.
Gran parte della sua imponente collezione malacologica, comprendente anche molti esemplari provenienti dalla famosa raccolta del naturalista olandese Georg Eberhard Rumpf, fu acquistata nel 1747 da Francesco di Lorena per la Galleria Pisana, nella quale sono attualmente conservati circa 700 campioni.
L'importanza di questa collezione è testimoniata dal fatto di essere stata oggetto di studio da parte di Linneo, che nella decima edizione del Systema Naturae utilizzò molte di queste conchiglie come "tipo" su cui confrontare gli esemplari da classificare.